# 六番町 (千代田區)
六番町（日语：／ Rokubanchō */?）是東京都千代田區的町名。2013年7月1日為止的人口有1,544人。郵遞區號102-0085。

## 地理
位於東京都千代田區西部，北與五番町以二七通（二七通り）為界，東與四番町以日本電視台通（日本テレビ通り）為界，東南鄰二番町，西南接麴町，西邊與新宿區本鹽町以JR中央線路廊為界。町域内以高級公寓、住宅與學校為主體，也有商業用地與辦公大樓。

## 歷史
明治時期，此地稱為下六番町，1938年（昭和13年）改為現在的六番町。
明治至大正、昭和時期，此地文人輩出。包括小說家島崎藤村、泉鏡花、白樺派代表人物有島武郎、以「三田文學」活躍的水上瀧太郎、文藝春秋創辦人菊池寛、里見弴、內田百間等。此外，畫家有島生馬、巴黎畫派畫家藤田嗣治等藝術家也是六番町居民。

### 地名由來
因護衛將軍的「六番組」住所而得名。

## 交通
番町學園通（番町学園通り）東西貫穿本區中央。町内沒有車站，可利用北方的市谷站、南邊的地下鐵有樂町線麴町站、西方的四谷站。

## 設施
- 全日本自治團體勞動組合（日语：全日本自治団体労働組合）本部
- 索尼音樂娛樂本社 - SME六番町大樓（Aniplex等）
- 河合塾（日语：河合塾）麴町校
- 住友大阪水泥（日语：住友大阪セメント）本社
- 財團法人主婦會館、plaza-F（プラザエフ）（主婦聯合會）
- 西班牙國營薛萬提斯學院

## 教育機關
- 雙葉學園（日语：学校法人雙葉学園）雙葉小學校（日语：雙葉小学校）、雙葉中學校、高等學校（日语：雙葉中学校・高等学校）
- 千代田區立番町小學校（日语：千代田区立番町小学校）

## 備註
1. ↑  .   [2013-08-01]. （原始内容存档于2013-10-23）.
2. 1 2  .   [2013-08-13]. （原始内容存档于2020-10-20）.